# 4676 Uedaseiji
4676 Uedaseiji è un asteroide della fascia principale. Scoperto nel 1990, presenta un'orbita caratterizzata da un semiasse maggiore pari a 2,4019671 UA e da un'eccentricità di 0,0766409, inclinata di 8,99137° rispetto all'eclittica.